# 1768 в Україні

## Події
- Коліївщина
- Коденська розправа
- Повстання в Запорізькій Січі (1768)
- Уманська різня
- Російсько-турецька війна (1768—1774)

## Особи

### Народились
- липень, Журба Андрій (? — 1768) — військовий старшина Нової Січі, один із керівників Коліївщини.
- 8 серпня, Іван Бондаренко (1746 ? — 1768) — ватажок гайдамацького загону під час Коліївщини.
- 16 вересня, Розалія Любомирська (1768—1794) — польська аристократка.
- 22 листопада, Кочубей Віктор Павлович (1768—1834) державний діяч Російської імперії, князь (від 1831 року), перший державний канцлер внутрішніх справ (1834 рік) Московщини.
- Барсук-Мойсєєв Хома Іванович (1768—1811) — російський і український вчений в галузі медицини.

### Померли
- 21 червня, Іраклій Костецький (1721—1768) — діяч чернечого Чину св. Василія Великого в галузі просвіти і шкільництва, місіонер-проповідник.
- Волох Петро Іванович (1699—1768) — український золотар.
- Іван Ґонта (1740—1768) — сотник надвірної міліції магната Францішека Салезія Потоцького, керівник українського гайдамацького руху, один з очільників Коліївщини.
- Кіндрат Лусконіг (? — 1768) — запорожець, учасник повстання надвірних козаків Коліївщини.
- Павло Козелецький (? — 1768) — український політичний та військовий діяч, кошовий отаман Війська Запорозького у 1747, 1752—1753 роках.
- Шелест Йосип (? — 1768) — запорозький козак, ватажок гайдамацького загону, створеного ним навесні 1768 року в Холодному Яру.

## Засновані, зведені
- Церква Пресвятої Трійці (Бережани)
- Церква Різдва Богородиці (с. Вербівка, Черкаський район)
- Церква Пресвятої Трійці (Чернихівці)
- Церква святого Онуфрія (Рукомиш)
- Бузаки
- Великі Озера (село)
- Вишнопіль (Тальнівський район)
- Гай (Радивилівський район)
- Гонтів Яр
- Красюки
- Мамекине
- Новгородка
- Підлісівка (Тиврівський район)
- Сліди (Тиврівський район)